# Литвинов, Александр Александрович
Александр Александрович Литвинов (15 ноября 1926 — 28 июля 2018) — советский борец, трёхкратный чемпион РСФСР и двукратный чемпион первенства СССР по классической борьбе. Первый тренер по классической (греко-римской) борьбе в городе Химки Московской области. Участник Великой Отечественной войны.

## Биография
Детство и военный период. Литвинов А. А. родился в семье пекаря и был самым младшим ребенком (кроме него были две сестры и брат). На момент начала войны Александр Литвинов был 15-летним подростком. На фронт ушли его отец и старший брат. Сам призван в армию в 1944 году и определён во внутренние войска в службу по охране секретных объектов.
Семья. Жена: Литвинова (Мезенева) Маргарита Феодосьевна, 24.07.1930 — 11.04.1992, закончила Вологодский педагогический институт и потом преподавала русский язык и литературу. Поженились в 1953 году. Две дочери: Наталья и Татьяна.
Спортивные достижения. Борьбой стал заниматься во время службы в армии.
«Заниматься борьбой я стал во время службы в армии, еще до Победы. Сначала только тогда, когда давали увольнительную. Идти было некуда. Командир В. С. Назаров сам любил борьбу и заинтересовал многих ребят. Мне понравилось. Постепенно втянулся, стало получаться. Я был сильный, деревенская жизнь физически тяжелая и я был готов к нагрузкам. Тренировался много и с большим желанием» (из интервью с А. А. Литвиновым)
Литвинов тренировался очень много, с фанатичностью отдаваясь делу. И это давало результаты — победу за победой. Классическая борьба для Литвинова — самый сложный и техничный вид спорта, так как в нем надо использовать много приемов, думать и принимать мгновенные решения. Тренировался и выступал сначала в СО «Динамо», затем перешел в СО «Спартак».«У меня были хорошие учителя и тренеры. Сначала Назаров, который был нам как отец еще во время войны, и после. Потом Анисин. Я всегда внимательно наблюдал и учился у спортсменов» (из интервью с А. А. Литвиновым)
А. А. Литвинов:
Чемпион Москвы 1950, 1953
Чемпион «Спартака» 1956, 1957
Чемпион РСФСР 1956, 1959
Первенство СССР 1950 — 2е место, 1952 — 2е место
Член сборной команды РСФСР и СССР
Тренерская деятельность. А. А. Литвинов прошел большой спортивный путь и закончил выступать в 1960 году, после чего стал работать тренером. Поступил в школу тренеров при Государственном центральном институте физкультуры.
В Химках секция борьбы, первым тренером которой стал А. А. Литвинов, появилась в 1957 году и подготовила многих чемпионов и призеров спортивных сообществ «Спартак», «Зенит», «Динамо», Вооруженных сил СССР, РСФСР, ВЦСПС, СССР, России и международных турниров. Занятия сначала проводились в спортзале школы, затем — в подвале жилого дома. Благодаря еще одному тренеру, Виталию Федоровичу Дубровскому, был построен специализированный борцовский зал для тренировок, существующий и непрерывно действующий с 1968 года в Сходне — районе Химок. За 60 лет на территории Химкинского района было проведено большое количество соревнований разного уровня по классической борьбе, наиболее значимые из которых — это первенства Московской области среди юношей и взрослых, областных ДСО «Спартак», «Зенит», «Труд», региональные и республиканские юношеские турниры, первый турнир среди юношей, посвященный памяти сотрудников спецподразделения ЦСН ФСБ «Альфа», погибших при исполнении служебных обязанностей. Зал борьбы в Сходне стал центром для тренировок спортсменов из Химок, Подрезково, Солнечногорска, Поварово, Алабушево. Появились целые борцовские династии — Синяткины, Костиковы, Ореховы, Кузнецовы, Муратовы, Семеновы, Раевы.
«Борьба — мужской вид спорта, — считает Александр Александрович, — и дает очень много для жизни: учит быть сильным, идти вперед, быть терпеливым и настойчивым, отвечать за свои решения». Его благодарные ученики и воспитанники чтят традицию — каждый год на его день рождения собираться и поздравлять именинника. Литвинов А. А. награжден знаком Ветеран спорта РСФСР.
Увлечения. Самым главным увлечением Литвинова А. А. была охота. В детстве, а в особенности в первые годы войны, молодой Александр Литвинов охотился в лесах Вологодской области с целью помочь своей семье с пропитанием, однако дух охотника в нем сохранился и после завершения службы в армии, превратившись в профессиональное увлечение.
Еще одним серьезным увлечением Александра Литвинова было разведение собак, в первую очередь для использования их в охоте. Многие его питомцы занимали призовые места на выставках.

## Национальные
| Год  | Соревнования                          | Место проведения | Место   |
| ---- | ------------------------------------- | ---------------- | ------- |
| 1950 | Чемпион Москвы                        | Москва, Россия   | 1       |
| 1953 | Чемпион Москвы                        | Москва, Россия   | 1       |
| 1956 | Чемпион РСФСР                         | Москва, Россия   | 1       |
| 1959 | Чемпион РСФСР                         | Москва, Россия   | 1       |
| 1950 | Чемпионат СССР по классической борьбе | Саратов, Россия  | Серебро |
| 1952 | Чемпионат СССР по классической борьбе | Москва, Россия   | Серебро |